# Antoine-Dominique Bordes

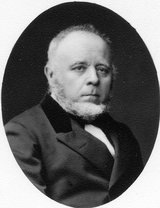
Antoine-Dominique Bordes

Antoine-Dominique Bordes (* 12. Juli 1815 im Département Gers; † 28. Mai 1883 in Paris) war ein französischer Großkaufmann und Großreeder des 19. Jahrhunderts. Er und seine Söhne schufen mit insgesamt 127 bereederten Einheiten (Schiffen) bis ins 20. Jahrhundert hinein die größte Segelschiffreederei der Welt, mit der sein Name untrennbar verbunden ist: Antoine-Dominique Bordes & Fils (frz. für Antoine-Dominique Bordes & Söhne), kurz Ant.-Dom. Bordes & Fils, A.-D. Bordes & Fils oder ADB. Die seinerzeit wohlbekannte Reedereiflagge zeigte die blauen Initialen ADB, A.D.B. oder später A.D.B.&F. auf weißem Grund mit breitem, rotem Rand.

## Geschichte
Antoine-Dominique Bordes stammte aus dem Département Gers (in manchen Berichten wird auch irrtümlich Bordeaux als Geburtsort genannt) und war Sohn eines Landarztes. 1826 ging er 11-jährig nach Bordeaux und begann dort seine kaufmännischen Studien. Er verdiente sich seinen Lebensunterhalt bei seinem älteren Bruder Antoine Bordes, der einen Getreide- und Margarinehandel betrieb. 1834 begab er sich auf eine Südamerikareise nach Valparaíso, Chile, wo er als Vertreter des Bordeauxer Reederkapitäns Ange Casimir Le Quellec (1805–1860) arbeitete (A. C. Le Quellec & Fils, Bordeaux; Reedereiflagge: weißes „L.Q“ auf blauer Flagge). 1847 wurden beide Partner, Le Quellec besaß zwei Holzschiffe, Bordes kaufte vier weitere Holzsegler an, um eine Handelslinie von den chilenischen Pazifikhäfen nach Europa, vornehmlich England und die französischen Atlantikhäfen aufzubauen, die 1849 eingetragene Valparaíso-Bordeaux-Linie. Kohle wurde nach Chile geliefert, im Gegenzug Salpeter (siehe Salpeterfahrt) nach England, Kupfer und Guano auch in andere Häfen, dazu Passagiere. Der Salpeterexport war noch in den Kinderschuhen, wenig Abbau, kaum Leichter zum Umladen auf die Großsegler, noch wenig erfahrene Stauer für sicheres Unterbringen der Ladung. Reisen dauerten damals bis zu 170 Tage.

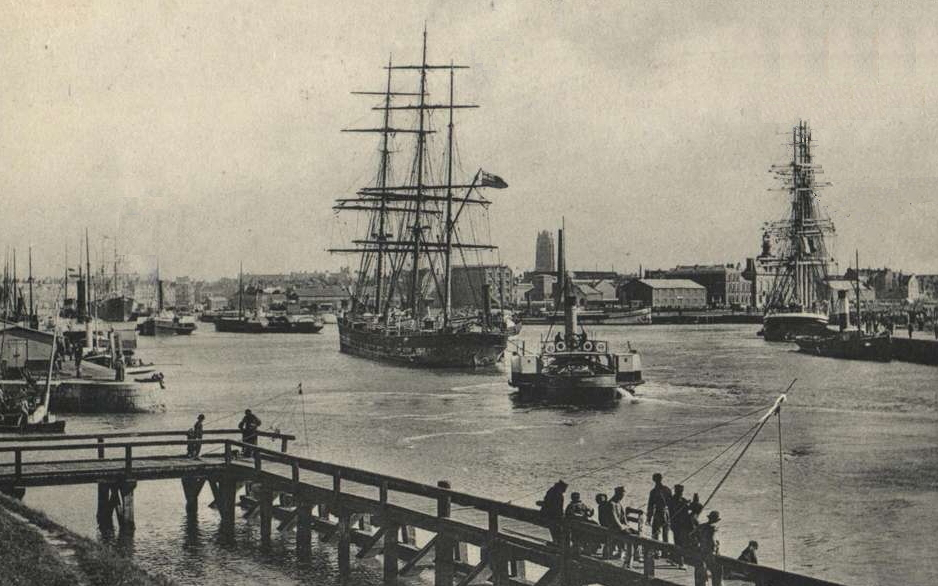
Hafen von Dünkirchen vor 1914

1855 kehrte er nach Frankreich zurück, kaufte in Paris ein vornehmes Haus in der Rue du Conservatoire im südöstlichen 9. Arrondissement und heiratete 1856. Er ließ Vertretungen in Paris, Bordeaux und Le Havre errichten. 1868 starb sein Partner A. C. Le Quellec, und Bordes wurde nach Ankauf der Anteile seines Partners von dessen Sohn 1869 Alleineigner der nun in Antoine-Dominique Bordes umbenannten Reederei. Bordes war ein Visionär und ließ sich von seinen Plänen und Ideen nicht abbringen. Im Jahr der Firmenübernahme wurde der Sueskanal eröffnet, was in den Augen vieler Reeder das „Aus“ für die Segelschifffahrt bedeutet. Bordes setzte unbeirrbar auf seine schönen und schnellen Schiffe und behielt recht – das Ende der Frachtsegler war 1869 noch längst nicht gekommen.
1870 eröffnete die Bordes Reederei Schifffahrtslinien nach Liverpool und Glasgow und begann im selben Jahr, Salpeter auch nach Frankreich zu importieren. Er ließ Lagerhallen in Dünkirchen, Nantes, La Rochelle und Bordeaux errichten. Die Heimathäfen waren offiziell Dünkirchen, Paris, und Bordeaux, aber auch Nantes stand am Heck so mancher Einheit.
Zur Förderung der Schifffahrt in Frankreich wurde am 29. Januar 1881 ein Gesetz erlassen, das Bau- und Fahrprämien für die Schifffahrt vorsah. Eisen- und Stahlsegelschiffe wurden mit 60 Francs pro Brutto-Register-Tonne und Dampfer einschließlich der Kesselanlage mit 12 Francs pro 100 kg subventioniert. Die Folge war eine erhöhte Bautätigkeit der Schiffe, die mit Ablauf der Förderung im Jahr 1891 wieder abnahm. Die L` Union der Bordes Reederei war danach das erste in Frankreich geförderte Schiff.
Anfang 1882 wurden A.-D. Bordes' drei Söhne Adolphe, Alexandre und Antonin Mitinhaber seines Unternehmens, alle bereits langjährige Mitarbeiter in seiner Reederei. Die Firma hieß nun Antoine-Dominique Bordes & Fils – A.D.B.&F. und besaß 41 Schiffe. Bordes hatte den Höhepunkt seines Werkes nicht mehr erleben können, denn er verstarb bereits 67-jährig im Mai 1883. Seine Söhne setzten seine Ideen und Pläne fort.
Während des Ersten Weltkriegs wurde die Bordes-Flotte von der französischen Regierung für den Salpetertransport aus Chile beschlagnahmt und die Reederei in Compagnie d'Armement et d'Importation des Nitrates de Soude (Gesellschaft für Reederei und Import von Südnitraten) umbenannte. Auf ihren 122 transatlantischen Reisen zur Versorgung der französische Häfen mit Salpeter und anderen Gütern verloren die 46 von Bordes betriebenen Schiffe  bis 1917 22 Schiffe durch Kriegseinwirkung, darunter auch die Magellan, der bis dahin einzige Dampfer der Reederei mit 6265 BRT.
Durch die zwischenzeitlich entwickelte künstliche Herstellung von Salpeter nach dem Haber-Bosch-Verfahren fiel der Salpeterimport praktisch auf Null, die Haupteinnahmequelle der Reederei. Dies und Änderungen im sozialen Status der Reedereien und deren Beschäftigte (höhere Frachtraten durch Versicherungen, Lohnerhöhung und Arbeitszeitverkürzung; Entfall der Subventionierungen) gaben die Brüder Bordes ihre Flotte 1926 nach und nach auf, 1935 wurde die Reederei endgültig geschlossen. Ihre minuziös nach den eigenen Schiffen angefertigten Schiffsmodelle schenkten sie dem „Pariser Marinemuseum“ („Musée national de la Marine“). Ein Umbau der Reederei nach dem Vorbild der deutschen Reederei F. Laeisz, die ebenfalls für ihre Großsegler bekannt war, rechtzeitig auf modernere Schiffe und andere Frachten umzustellen, fand nicht statt. Möglicherweise waren die Verluste durch Krieg und Seeunfälle zu hoch. Die Brüder starben in den 1940er Jahren.

## Bordes-Schiffe
Bordes besaß um 1869 13 Schiffe zwischen 600 und 1200 BRT, die 1000 bis 1200 Tonnen Ladung transportieren konnten. Es waren allesamt Holzschiffe wie Antonin I, St. Vincent de Paul, Valparaíso I, Persévérance I, Chili I, Blanche I u. a. sowie die eiserne Bark Blanche & Louise von 1868, 581 BRT. Seine ersten Eisenschiffe zwischen 600 und 1200 BRT ließ er auf Werften am Clyde in Schottland und auf nordbritischen Werften bauen, 14 eiserne Dreimaster (Vollschiffe) ergänzten seine Flotte. Sie trugen meist chilenische Namen wie Almendral I, Bío-Bío und Tarapacá I (Regionen), was seine Verbundenheit mit dem südamerikanischen Land betonte, sowie in der Flottenliste häufig wiederkehrende frz. Namen wie Adolphe I, Alexandre I, Antonin II (seine Söhne), Valentine I, Gers I.
Zwischen 1877 und 1880 ließ A.-D. Bordes 27 Schiffe zwischen 350 und 1250 BRT bauen, 18 Holzbarken von französischen Werften und kaufte neun weitere britische Eisenschiffe, die wegen einer Wirtschaftskrise, die viele Schiffseigner zum Verkauf ihrer Schiffe zwang, von seinen Mitbewerbern. Auch diese wurden überwiegend nach chilenischen Orts- und Personennamen benannt, wie Agustín Edwards (nach der chilenischen Unternehmerfamilie Edwards), Chañaral I (nordchil. Küstenstadt), Valparaíso II und wieder die bekannten Namen seiner Söhne, dazu Seine I, Blanche I, Persévérance I.

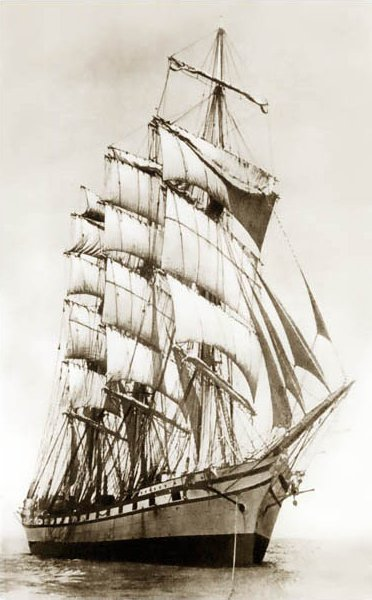
Viermastbark Persévérance (1896–1917)

Die Söhne von Bordes als neue Eigner bestellten 1882 ihr erstes Viermastvollschiff aus Eisen, die L` Union, bei Russell & Co. in Port Glasgow. Das Eisen-Schiff war 2234 BRT groß und für den Salpetertransport geeigneter als Holzschiffe oder kleinere Einheiten. Weitere eiserne Viermaster nach dem Vorbild der Union folgten: A. D. Bordes (1884, zu Ehren des Firmengründers benannt), Persévérance II und Tarapacá II (1886). 1888 und 1889 folgten Cap Horn II und Dunkerque I als erste Stahl-Viermastbarken und 1889 das einzige stählerne Viermast-Vollschiff, die Nord.
Werften für die ersten Viermastschiffe waren Russell & Co. Ltd., Greenock, W. B. Thompson Ltd., Glasgow u. a. Danach wurden als Viermaster nur noch stählerne Viermastbarken bestellt oder angekauft, insgesamt 33. Sie trugen vornehmlich französische Namen und stammten seit 1896, sofern bestellt, allesamt von Werften in Frankreich (Ateliers & chantiers de la Loire, Nantes; Forges et Chantiers de la Méditerranée, La Seyne-sur-Mer; Laporte & Cie., Rouen; Chantiers de la Normandie, Gran Quevilly-Rouen; Chantiers de France, Dünkirchen; Forges et Chantiers de la Méditerranée, Graville-Le Havre). Da viele Namen wiederholt auftraten (Adolphe I-IV, Antonin I-IV, Valentine I-V etc.), ist es ohne zusätzliche Angaben wie BRT und Baujahr/Ankaufjahr oft sehr schwierig, die Schiffe auseinanderzuhalten. Außer der Fünfmastbark France kaufte die Bordes-Reederei von 1889 bis 1895 nur Schiffe an.
1890 lief als Sensation der erste Fünfmaster der Welthandelsflotte als Stahlfünfmastbark, die 3.747 BRT große und 130 m lange France, bei D. & W. Henderson Ltd., Glasgow, vom Stapel, die als France I in die Marinegeschichte einging. Mit ihren eigenen vier Dampfladekränen gelang es ihr im Salpeterhafen Iquique in 11 Tagen 5.000 Tonnen Kohle zu entladen und 5.500 Tonnen Salpeter einzuladen – ein damaliger Rekord. Es machte das Schiff zum modernsten und größten Segelschiff der Welt, bis sie 1895 mit dem Stapellauf der Potosi der Reederei F. Laeisz, die zu A.D.B.&F. in starker Konkurrenz stand, abgelöst wurde. Den Größen-Rekord hält bis heute die France von 1911–1922 mit einer Länge von 146,50 Metern, die trotz des passenden Aussehens (grauer Rumpf, Portenband) nie zur Bordes-Flotte gehörte, sondern der Reederei Prentout-Leblond, Leroux & Cie in Rouen.
1901 gab die Reederei erstmals in ihrer Heimatstadt vier Viermastbarken bei der Dünkirchener Großwerft Ateliers et Chantiers de France in Auftrag. Es waren die letzten Großsegler, die Bordes bauten ließ, die Schwesterschiffe-Paare Adolphe und Alexandre sowie Antonin und Valparaiso. Sie wurden 1902 ausgeliefert und besaßen jeweils eine Tragfähigkeit von ca. 3.900 Tonnen.
Die Bordes-Segler waren, obwohl Frachter, dennoch ausgesucht schöne, elegante und schnelle Schiffe, stets in einem dezenten „Französisch Grau“ gestrichen, mit einem breiten schwarz-weißen Band unterhalb des Schanzkleides und schwarzen Unterwasserschiff versehen. Das weiße Band war im Abstand von ~5 m mit aufgemalten rechteckigen schwarzen „falschen Stückpforten“ versehen, die sich nach oben an das schwarze Band anschlossen (sie sollten gegenüber Piraten einen Bewaffnungsstatus vortäuschen). Dieses Portenband gab den grauen Seglern ein zusätzlich elegantes Aussehen. Weiterhin waren die von Bordes gebauten Schiffe mit einem Spiegelheck (Plattgatt) versehen. Die Bordes-Schiffe wurden von erfahrenen Kapitänen und erprobten Seeleuten geführt.
Die Bordes-Flotte bestand 1870 aus 15 Schiffen mit 16.830 BRT, 1900 aus 38 Schiffen mit 119.560 BRT und 1914 aus 46 Schiffen mit 163.160 BRT. 60 Kapitäne, 170 Offiziere und 1400 Seeleute standen 1914 bei Bordes unter Vertrag, die Hälfte der Salpetereinfuhr nach Europa ging über Bordes.

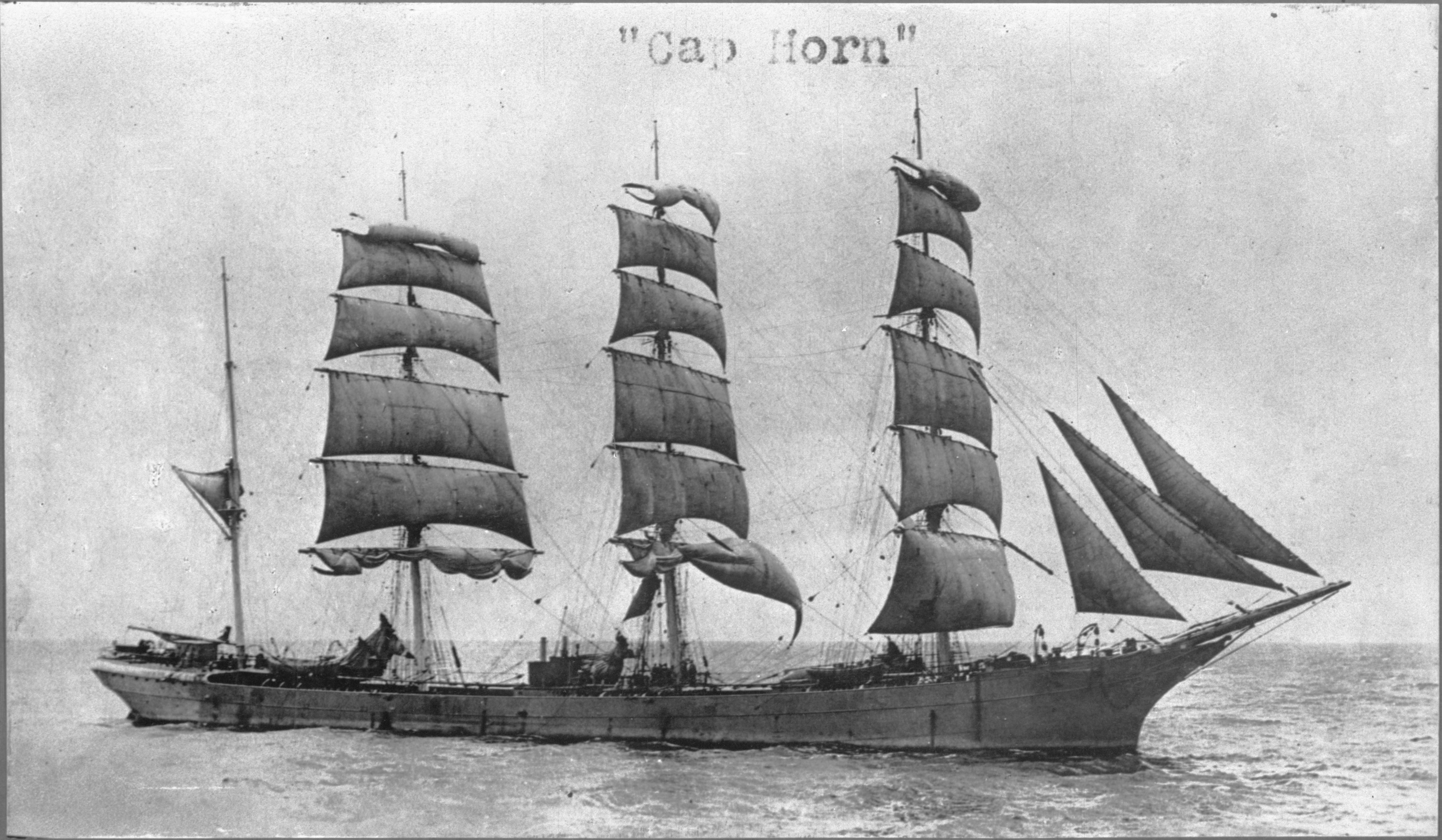
Viermastbark Cap Horn (1888–1892)
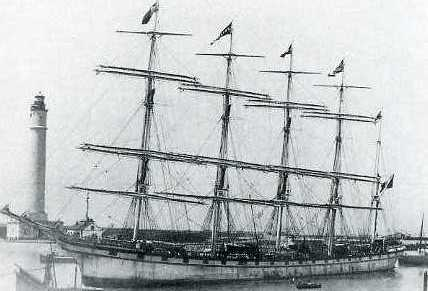
Fünfmastbark France (1890–1901)
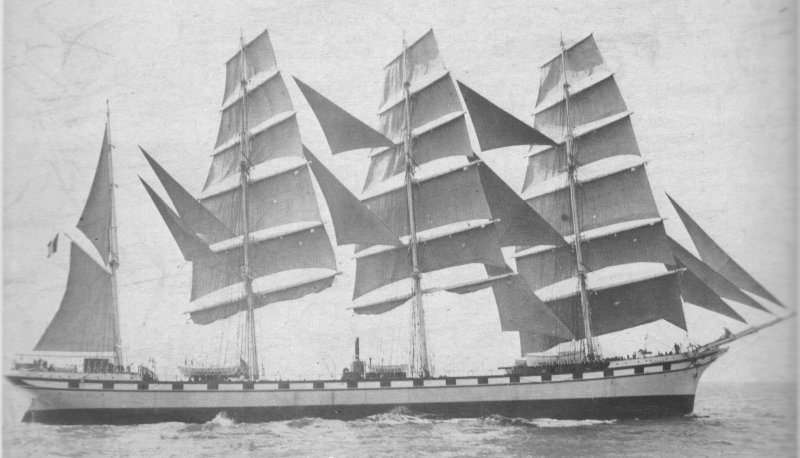
Viermastbark Caroline (II) (1895–1901)